# Liste der denkmalgeschützten Objekte in Zillingtal
Die Liste der denkmalgeschützten Objekte in Zillingtal enthält die 9 denkmalgeschützten, unbeweglichen Objekte der burgenländischen Gemeinde Zillingtal.

## Denkmäler
| Foto |                 | Denkmal                                                                      | Standort                                                                   | Beschreibung | Metadaten |
| ---- | --------------- | ---------------------------------------------------------------------------- | -------------------------------------------------------------------------- | --- | --- |
| ja   | Datei hochladen | Wohnhaus, ehem. Pfarrhof HERIS-ID: 31080 Objekt-ID: 28005                    | Hauptstraße 40 Standort KG: Zillingtal                                     | | BDA-Hist.: Q37940111 Status: Bescheid Stand der BDA-Liste: 2025-06-30 Name: Wohnhaus, ehem. Pfarrhof GstNr.: 81/1                                                            |
| ja   | Datei hochladen | Figurenbildstock, hl. Florian HERIS-ID: 31083 Objekt-ID: 28008               | bei Hauptstraße 49 Standort KG: Zillingtal                                 | Eine ionische Säule mit der Figur des Heiligen Florian aus dem 18. Jahrhundert. | BDA-Hist.: Q37940133 Status: § 2a Stand der BDA-Liste: 2025-06-30 Name: Figurenbildstock, hl. Florian GstNr.: 215/1                                                          |
| ja   | Datei hochladen | Kruzifix/Kreuzpfeiler HERIS-ID: 31088 Objekt-ID: 28013                       | Hauptstraße 49, südöstlich, am Weg zur Pfarrkirche Standort KG: Zillingtal | | BDA-Hist.: Q37940208 Status: § 2a Stand der BDA-Liste: 2025-06-30 Name: Kruzifix/Kreuzpfeiler GstNr.: 292/1                                                                  |
| ja   | Datei hochladen | Ehem. Schule HERIS-ID: 89304 Objekt-ID: 103925                               | Kirchberggasse 1 Standort KG: Zillingtal                                   | | BDA-Hist.: Q37732953 Status: Bescheid Stand der BDA-Liste: 2025-06-30 Name: Ehem. Schule GstNr.: 279 Pfarrhof, Zillingtal                                                    |
| ja   | Datei hochladen | Figurenbildstock, hl. Johannes Nepomuk HERIS-ID: 31090 Objekt-ID: 28015      | bei Kirchberggasse 15 Standort KG: Zillingtal                              | Ein Bildstock aus dem vierten Viertel des 18. Jahrhunderts. | BDA-Hist.: Q37940240 Status: § 2a Stand der BDA-Liste: 2025-06-30 Name: Figurenbildstock, hl. Johannes Nepomuk GstNr.: 292/1 Statue of Johannes Nepomuk, Zillingtal          |
| ja   | Datei hochladen | Kath. Pfarrkirche hll. Petrus und Paulus HERIS-ID: 31079 Objekt-ID: 28004    | Kirchberggasse 17 Standort KG: Zillingtal                                  | Eine an der Stelle einer romanischen Vorgängerkirche in der zweiten Hälfte des 17. Jahrhunderts errichtete Kirche. 1747 wurde sie umgebaut und der zweigeschoßige Westturm mit Steinpyramidenhelm errichtet. Der Hochaltar stammt aus der ersten Hälfte des 18. Jahrhunderts. | BDA-Hist.: Q23795668 Status: § 2a Stand der BDA-Liste: 2025-06-30 Name: Kath. Pfarrkirche hll. Petrus und Paulus GstNr.: 291/1 Pfarrkirche hl. Petrus und Paulus, Zillingtal |
| ja   | Datei hochladen | Figurenbildstock Gnadenstuhl, Dreifaltigkeitssäule HERIS-ID: 209629seit 2022 | Kleine Gasse 1, bei Standort KG: Zillingtal                                | Der Gnadenstuhl ist mit 1745 bezeichnet. | BDA-Hist.: Q112893796 Status: Bescheid Stand der BDA-Liste: 2025-06-30 Name: Figurenbildstock Gnadenstuhl, Dreifaltigkeitssäule GstNr.: 2321                                 |
| ja   | Datei hochladen | Figurenbildstock, Christus in der Rast HERIS-ID: 31089 Objekt-ID: 28014      | bei Landstraße 22 Standort KG: Zillingtal                                  | Ein Steinpfeiler mit Relief der Leidenswerkzeuge und einem Schmerzensmannbild (datiert mit 1663). | BDA-Hist.: Q37940223 Status: § 2a Stand der BDA-Liste: 2025-06-30 Name: Figurenbildstock, Christus in der Rast GstNr.: 292/1                                                 |
| ja   | Datei hochladen | Bildstock, Josephikreuz HERIS-ID: 31084 Objekt-ID: 28009                     | Pöttschinger-Straße Standort KG: Zillingtal                                | Ein schlanker Tabernakelpfeiler aus dem 17. Jahrhundert und 1792 restauriert. | BDA-Hist.: Q37940146 Status: § 2a Stand der BDA-Liste: 2025-06-30 Name: Bildstock, Josephikreuz GstNr.: 2698 Josephikreuz, Zillingtal                                        |